# Branov
Branov (en allemand : Branow) est une commune du district de Rakovník, dans la région de Bohême-Centrale, en Tchéquie. Sa population s'élevait à 209 habitants en 2020.

## Géographie
Branov se trouve à 13 km au sud-est de Rakovník, à 38,5 km au sud de Louny et à 44 km à l'ouest-nord-ouest de Prague.
La commune est limitée par Nezabudice au nord-ouest, par Velká Buková au nord, par Roztoky à l'est, par Karlova Ves au sud, et par Hřebečníky et Hracholusky à l'ouest.

## Histoire
La première mention écrite de la localité date de 1551.

## Transports
Par la route, Branov se trouve à 22 km de Rakovník, à 55 km de Louny et à 58 km de Prague.